# مانيا أكبري
مانيا أكبري (بالفارسية: مانیا اکبری) (مواليد 22 سبتمبر 1974 في طهران)، هي ممثلة ومخرجة وكاتبة سيناريو إيرانية بدأت مسيرتها الفنية عام 1991. تهتم بشكل رئيسي بالهوية الجنسية للمرأة والسحاق والزواج والإجهاض. وأسلوبها في الإخراج مختف عن تقاليد الأفلام الإيرانية، متوجهة نحو الفنون البصرية الغربية والحديثة. تعتبر من أكثر صانعي الأفلام إثارة للجدل في إيران، وهي معارضة لقوانين الرقابة على الأفلام في بلادها. اشتهرت بتمثيلها دور البطولة بفيلم عشرة من إخراج عباس كيارستمي.

## وصلات خارجية
- مانيا أكبري على موقع IMDb (الإنجليزية)
- مانيا أكبري على موقع ألو سيني (الفرنسية)
- مانيا أكبري على موقع أول موفي (الإنجليزية)
- مانيا أكبري على موقع قاعدة بيانات الأفلام السويدية (السويدية)
- مانيا أكبري على موقع قاعدة بيانات الفيلم (الإنجليزية)
- مانيا أكبري على موقع كينوبويسك (الروسية)
- الموقع الرسمي